# Военная академия имени Вазгена Саркисяна
Военная академия имени Вазгена Саркисяна (Саргсяна) МО РА (арм. ՀՀ ՊՆ Վազգեն Սարգսյանի անվան ռազմական ակադեմիա) — высшее учебное заведение в Ереване, Армения, находящееся в составе Министерства обороны Армении (МО РА).

## История
Образован в 1994 году как многопрофильное Высшее военное командное училище Министерства обороны Армении (арм. ՀՀ ՊՆ Բարձրագույն զինվորական բազմաբնույթ հրամանատարական ուսումնարանի). В 1998 году преобразовано в Военный институт МО РА (ՀՀ ՊՆ Ռազմական ինստիտուտ). С 2000 года носит имя Вазгена Саркисяна.
С 2001 года готовит офицеров по двум специальностям: мотострелковая и артиллерийская. С 2003 года входит в Совет государственных вузов Армении. В 2004 году при институте открылся Центр повышения квалификации офицерских кадров. В 2013 году в институте открылся командно-штабной факультет с магистерской программой по специальности «Управление воинскими частями», с 2017 года именующийся командно-штабным факультетом имени маршала Ованеса Баграмяна.
С 2014 года в институте началось обучение женщин. В 2016 года переименован в Военный университет имени Вазгена Саркисяна МО РА (арм. ՀՀ ՊՆ Վազգեն Սարգսյանի անվան ռազմական համալսարան). В 2023 году объединён с Военно-авиационный университет имени маршала Арменака Ханферянца и преобразован в Военную академию имени Вазгена Саркисяна МО РА. В 2024 году академия вошла в Международную ассоциацию военных академий.

## Структура
- Командно-штабной факультет
  - Кафедра международной и национальной безопасности
  - Кафедра лидерства и менеджмента
  - Кафедра военного искусства
- Общевойсковой факультет
  - Кафедра тактики
  - Кафедра военной техники и услуг
  - Кафедра огневой подготовки
  - Кафедра бронетехники и автотехники
- Артиллерийский факультет
  - Кафедра стрельбы и артиллерийского огня
  - Кафедра артиллерийской тактики и боевого применения
  - Кафедра вооружения и эксплуатации
- Кафедра повседневного управления подразделениями и военно-правовой подготовки
- Кафедра точных предметов
- Кафедра гуманитарных наук и языков
- Кафедра физической культуры и спорта

## Руководители
- генерал-майор Сергей Мартиросян (1994—1996)
- подполковник Алексан Минасян (1996—1997)
- генерал-майор Ашот Петросян (1997—1998)
- генерал-майор Аршалуйс Пайтян (1998—2000)[2]
- генерал-лейтенант Степан Мирзоян (2000—2007)[2]
- генерал-майор Гарегин Габриелян (2007—2008)[2]
- генерал-лейтенант Мартин Карапетян (2008[2]—2015[6])
- генерал-майор Армен Каграманян (2015[6]—2018[7])
- полковник Хачатур Хачатрян (2019—2021)[8]
- полковник Артур Ероян (2021[9]—2024[10])
- полковник Арсен Мангасарян (2024[10]—н. в.)